# Nordheim (Bas-Rhin)
Nordheim is een gemeente in het Franse departement Bas-Rhin (regio Grand Est) en telt 732 inwoners (1999). De plaats maakt deel uit van het arrondissement Molsheim.

## Geografie
De oppervlakte van Nordheim bedraagt 6,3 km², de bevolkingsdichtheid is 116,2 inwoners per km².
De onderstaande kaart toont de ligging van Nordheim (Bas-Rhin) met de belangrijkste infrastructuur en aangrenzende gemeenten.

## Demografie
Onderstaande figuur toont het verloop van het inwonertal (bron: INSEE-tellingen).